# Amalia Miotti
Amalia Miotti in Carli, detta Lia (Vicenza, 22 marzo 1916 – 17 ottobre 1986), è stata una politica italiana.

## Biografia
Nel 1940 si è sposata con Giovanni Carli, ed hanno avuto due figli nati rispettivamente nel 1941 e nel 1943.
Dopo la tragica morte del marito non si è chiusa nel dolore: nel 1946 era capolista della Democrazia Cristiana alle elezioni amministrative del Comune di Asiago, ricoprendo le cariche di consigliere comunale e assessore  fino al 1954.
Esponente della Democrazia Cristiana, ricoprì la carica di deputato per tre legislature, venendo eletta alle politiche del 1963 (41.775 preferenze), alle politiche del 1968 (37.805 preferenze) e alle politiche del 1972 (46.707 preferenze).
Terminò il mandato parlamentare nel 1976.

## Opere
- Giovanni Carli e l'altopiano di Asiago, Padova, Zanocco, 1947.